# Виена Моцарт Оркестра
„Виена Моцарт Оркестра“, със своите 30 музиканти, е основан през 1986 г. и е посветен изцяло на великия композитор от Виенския класически период Волфганг Амадеус Моцарт. От основаването си преди 20 години оркестърът намира своето място във виенския концертен живот, ставайки основа част в градската виенска музикална програма за туристическо забавление всяко лято.

## Оркестър
Редица музиканти от известните виенски оркестри и ансамбли партнират с „Виена Моцарт Оркестра“. Като солисти и диригенти сред тях членове на Виенската филхармония и Виенския симфоничен оркестър, както и изпълнители от световноизвестни опери, главно от Виенската държавна опера и Виенската народна опера.

## Концерти
Най-добре познати и известни са концертите от серията „Виена Моцарт Оркестра в оригинални костюми“, представяни всяка година от началото на май до края на октомври, 4 пъти седмично. Като идеален фон на тези концерти се осигуряват Златната зала на „Музикферайн“, Виенската държавна опера и голямата зала на Konzerthaus (всяка с по 40 концерта на година).
Като копродукция с „Klangbogen Виенна“ в рамките на честванията на хилядолетието през 1996 г. се провеждат 10 концерта на открито, на „Сцената на хилядолетието“ пред двореца Шьонбрун.
Гост-представянето по време на Carinthian Summer в Ossiach през август 1997 г., под патронажа на Ернест Отензамер, член на Виенската филхармония, е голям успех.
През юни 1996 г. „Виена Моцарт Оркестра“ свири пред знаменита международна публика по време на гала вечер в двореца Хофбург, Виена организирано от Chase Manhattan Bank.

## Турнета
Отвъд своите редовни концертни програми в най-известните концертни зали в своя град „Виена Моцарт Оркестра“ развива интензивна дейност по света. Оркестърът посещава Япония 8 пъти, като участва в откриването през 1991 г. на Година на Моцарт в Токио. Представя свои изпълнения в Австралия, по време на фестивала Festival Internacional Cervantino в Мексико през 2002 г.
Има изпълнения на оркестъра в Тайван, Корея, Сингапур, Мароко, Малта, Германия, Словения, Италия, Испания, Гърция, Канада, САЩ, Бразилия, Панама, Турция, Гватемала, Украйна, Кипър и България.